# Пиперно, Долорес
Долорес Р. Пиперно (Dolores Rita Piperno; род. 1949) — американский археолог, специалист по археоботанике. Доктор философии (1983).
Старший ученый Национального музея естественной истории и аналогичной позиции эмерит Smithsonian Tropical Research Institute.
Член НАН США (2005). Награждена панамским орденом Васко Нуньеса де Бальбоа. Её называют пионером в открытии истоков тропического сельского хозяйства.
Окончила Ратгерский университет (бакалавр, 1971), где училась с 1967 года. В Темпльском университете получила степени магистра (1979) и доктора философии (1983) по антропологии, занималась там для чего с 1976 года. В 1983-1984 годах постдок в Smithsonian Tropical Research Institute, где ныне старший ученый — эмерит. Ассоциированный редактор PNAS.
Фелло Американской академии искусств и наук (2005) и Американской ассоциации содействия развитию науки (2001).
Автор «Phytoliths (A Comprehensive Guide for Archaeologists and Paleoecologists)» (2006).
Её исследования попадали в фокус внимания Би-би-си.